# Ladislao d'Aquino
Ladislao d'Aquino (Napoli, 1546 – Roma, 12 febbraio 1621) è stato un cardinale, vescovo cattolico e letterato italiano.

## Biografia
Proveniente dal ramo di Capua dalla famiglia di duchi napoletani che aveva dato i natali a san Tommaso d'Aquino, terzo figlio di Francesco e Beatrice di Guevara, compì studi di giurisprudenza, con particolare riferimento al diritto canonico. Ordinato sacerdote nel 1571, fu prima cameriere del pontefice Pio V e successivamente nominato vescovo di Venafro, carica che mantenne tra il 1581 e il 1621. Il 24 giugno 1608 fu nominato da papa Paolo V nunzio apostolico in Svizzera, dove rimase fino al 1613, e successivamente presso Carlo Emanuele I di Savoia. Divenne governatore di Perugia nel 1613 e nel 1616 fu ordinato cardinale. Morì a Roma il 12 febbraio 1621 durante il conclave che avrebbe eletto papa Gregorio XV, nel corso del quale sembra fosse stato inserito nella lista dei papabili.

## Successione apostolica
La successione apostolica è:
- Vescovo Wilhelm Rinck von Balderstein (1609)
- Arcivescovo Paolo Emilio Santori (1617)
- Vescovo Paolo Filomarino, C.R. (1617)
- Vescovo Marcello Pignatelli, C.R. (1617)
- Arcivescovo Girolamo de Franchis (1617)
- Vescovo Giovanni Agostino Gandolfo (1619)
- Vescovo Alessandro Fabrizio Suardi (1619)
- Vescovo Francesco Maria della Marra (1620)

## Opere
- Relazione della Nunziatura de' Svizzeri
- Informazione mandata dal sig. card. d'A. a mons. Feliciano vescovo di Foligno per il paese de' Svizzeri